# أنطونيو ديماركو
أنطونيو ديماركو (بالإسبانية: Antonio DeMarco)‏ مواليد 7 يناير 1986 في ولاية سينالوا، المكسيك، هو ملاكم محترف مكسيكي يصنف ضمن فئة وزن خفيف الوسط. حقق بطولة المجلس العالمي للملاكمة.

## إحصائيات
خاض خلال مسيرته 41 نزالا، فاز في 33 وتعادل في 1 وخسر في 7. فاز بالضربة القاضية في 24 نزالا.

## روابط خارجية
- أنطونيو ديماركو على موقع بوكس ريك (الإنجليزية) (registration required)